# Silverfläckig smalpraktbagge
Silverfläckig smalpraktbagge (Agrilus guerini) är en art i insektsordningen skalbaggar som tillhör familjen praktbaggar. 

## Kännetecken
Den silverfläckiga smalpraktbaggen är en till kroppsformen långsmal, mörkt blåaktig praktbagge med en lätt metalliskt lyster. Täckvingarna är spetsiga baktill och på varje täckvinge finns tre mindre fläckar med fina vitaktiga hår. Kroppslängden är cirka 12 millimeter.

## Utbredning
Den silverfläckiga smalpraktbaggens huvudsakliga utbredningsområde omfattar de södra delarna av mellersta Europa, så långt österut som till Ukraina. I Sverige finns arten endast i ett fåtal mindre områden i Kalmar län. 

### Status
Den silverfläckiga smalpraktbaggen är sällsynt i hela sitt utbredningsområde. I Sverige betraktas den som nära hotad. 

## Levnadssätt
Den silverfläckiga smalpraktbaggen lever som larv på olika träd och buskar i släktet Salix, särskilt på sälg. Soliga lägen föredras, då arten är mycket värmekrävande. Utvecklingen från ägg till imago tar omkring tre år.  